# Ottawa RCAF Flyers
Ottawa RCAF Flyers byl amatérský kanadský klub ledního hokeje, který sídlil v Ottawě v provincii Ontario. V roce 1942 zvítězil v Allanově poháru. Na zimních olympijských hrách v roce 1948 ve Švýcarsku reprezentoval kanadský výběr. Kanadský tým na turnaji získal zlaté medaile.

## Úspěchy
- Allanův pohár ( 1× )
  - 1942
- Lední hokej na olympijských hrách ( 1× )
  - 1948

## Soupiska olympijských medailistů ze ZOH 1948
Brankáři: Murray Dowey, King Ross.

Obránci: Louis Lecompte, Andre Laperriere, Frank Dunster, Orval Gravelle, Roy Forbes.

Útočníci: Wally Halder, George Mara, Reg Schroeter, Ab Renaud, Patsy Guzzo, Ted Hibberd, Irving Taylor, Hubert Brooks, Andy Gilpin, Pete Leichnitz.

Trenér: Frank Boucher.

## Galerie

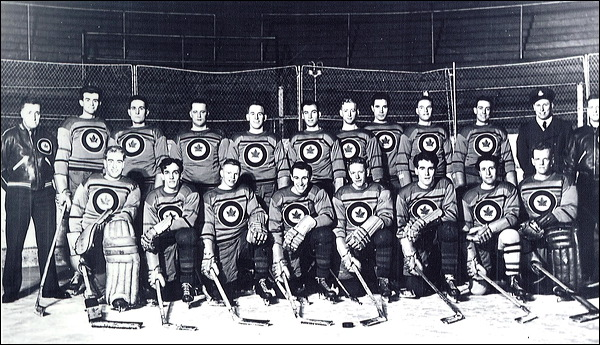
Týmové foto olympijských vítězů z roku 1948.
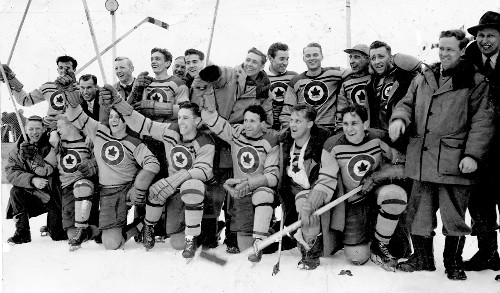
Slavící hráči po vítězství na ZOH.